# Solsona, Katalonien
Solsona är en ort och kommun i provinsen Lleida i den autonoma regionen Katalonien i nordöstra Spanien. Orten ligger cirka 85 kilometer nordost om Lleida. Kommunen har 9 480 invånare (2024), på en yta av 17,71 km². Solsona är huvudort i comarcan Solsonès och ett regionalt ekonomiskt och kulturellt centrum. Staden är också säte för ett romerskt-katolskt stift. Stadsrättigheter erhölls år 1594 av Filip II.
Solsona ligger på Solsonès högplatå, mitt i comarcan, omgiven av kommunen Olius, med undantag för gränsen mot Lladurs i norr, samt med undantag från enklaven Miravella.